# Marie Firmin Bocourt
Marie Firmin Bocourt (* 19. April 1819 in Paris; † 3. Februar 1904 ebenda) war ein französischer Zoologe und Künstler.

## Leben
1861 hielt sich Bocourt zweimal in Siam auf, wo er die Fauna erforschte und zahlreichen Probestücke mitbrachte. Er leitete von 1864 bis 1866 eine wissenschaftliche Expedition mit Auguste Duméril nach Mittelamerika. Die Exkursion fand in der Zeit der Französische Intervention in Mexiko statt, für die Napoléon III. 1864 eine wissenschaftliche Kommission, die Commission scientifique du Mexique gründete. Die Expedition begann 1864 auf dem Gebiet des heutigen Guatemalas, dort verbrachte Bocourt den Großteil der Expedition. Es folgten Erkundungen auf dem Gebiet Belizes, El Salvadors und Costa Ricas. Von Panama aus erfolgte die Heimreise nach Frankreich.
Boucourts Sammlung der Amphibien und Reptilien bildete die Basis seiner Mission scientifique au Mexique et dans l'Amérique Centrale. Seine Belegexemplare wurden durch ihn selbst, Auguste Duméril, François Mocquard, Léon Louis Vaillant und Fernand Angel (1881–1950) in den Jahren 1870 bis 1890 aufgearbeitet.
Als Künstler fertigte er Stiche und Porträts zeitgenössischer Personen sowie zoologische Abbildungen an.

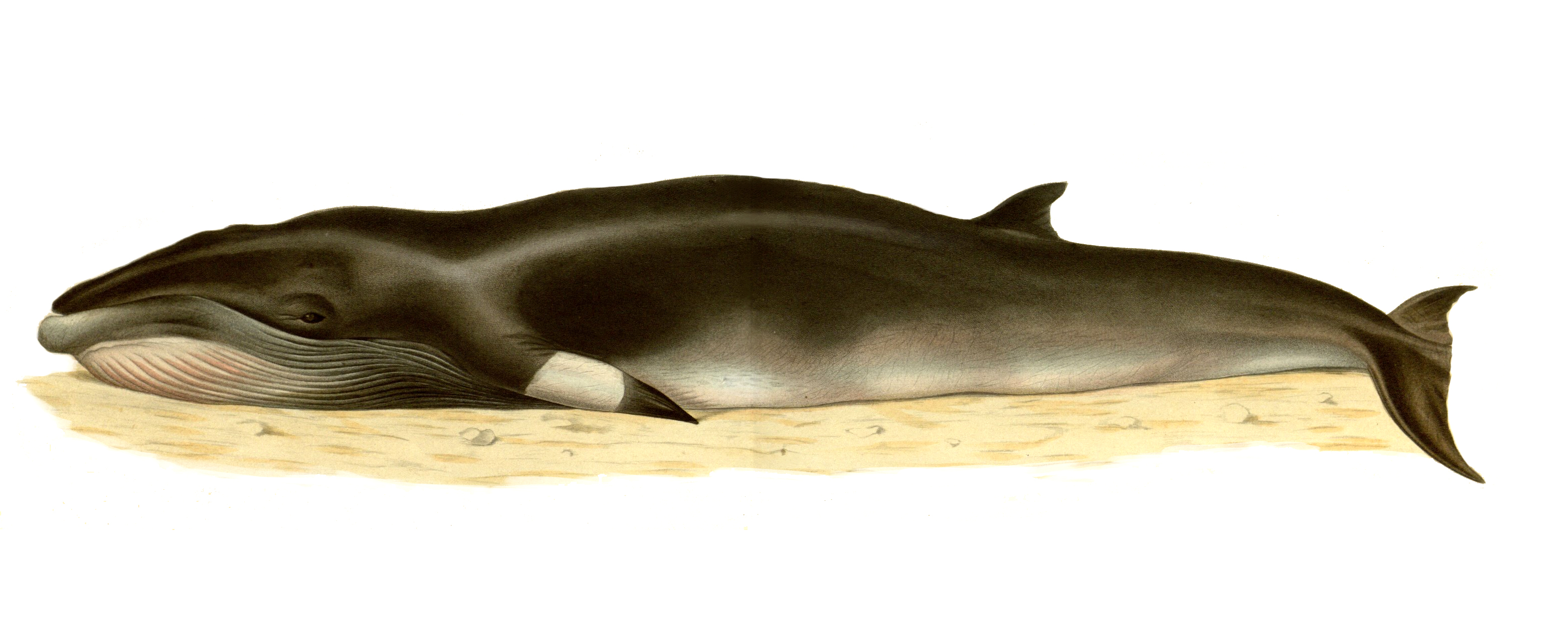
Nördliche Zwergwal (Balaenoptera acutorostrata), Zeichnung Bocourts.

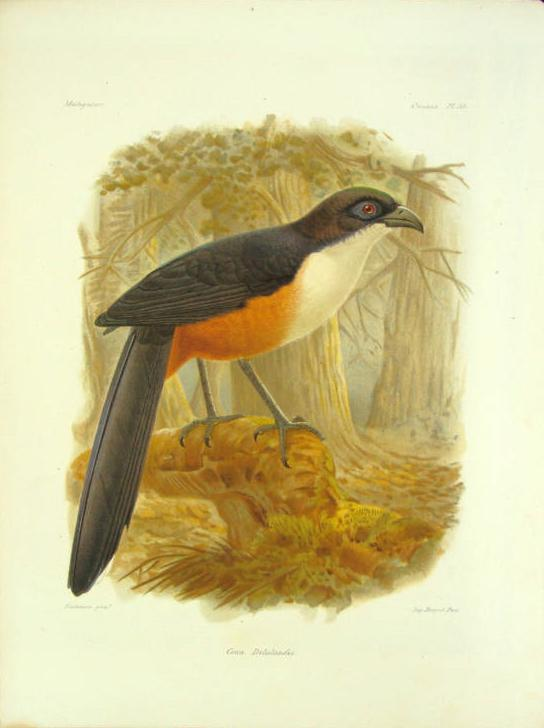
Delalande-Seidenkuckuck (Coua delalandei), Zeichnung Bocourts.

## Dedikationsnamen
- Tantilla bocourti, Günther, 1895. Schlange der Familie der Colubridae[4]
- Phoboscincus bocourti, Brocchi, 1876. Skink der der Familie der Scincidae[5]
- Callinectes bocourti, Williams, 1974. Schwimmkrabbe[6]

## Werke
- Marie Firmin Bocourt: (1868) Descriptions de quelques crotaliens nouveaux appartenant au genre Bothrops, recueillis dans le Guatemala. Ann. Sci. Nat., Zool., ser. 5, vol. 10, pp. 201–202.
- Auguste Duméril, Marie Firmin Bocourt: (1870) Mission scientifique au Mexique et dans l’Amérique centrale, Études sur les reptiles, livr. 1, pl. 12, Fig. 7, 7a–g.
- Marie Firmin Bocourt: (1873a) Caractères d'une espèce nouvelle d'iguaniens le Sceleporus acathhinus. Ann. Sci. Nat., Zool. (5)17(6): 1.
- Marie Firmin Bocourt: (1873b) Deux notes sur quelques sauriens de l'Amérique tropicale. Ann. Sci. Nat., Zool. Paleontol. (5)19(4): 1–5.
- Marie Firmin Bocourt: (1873c) Note sur quelques espèces nouvelles d'iguaniens du genre Sceleporus. Ann. Sci. Nat., Zool. (5)17(10): 1–2.
- Marie Firmin Bocourt: (1873–1897) Études sur les reptiles. Part 3, Sect. 1, Livr. 2–15, pp. 33–860, in Mission Scientifique au Mexique et dans l'Amérique Centrale – Recherches Zoologiques. Paris, Imprimerie Imperiale. 1012 pp.
- Marie Firmin Bocourt: (1876a) Note sur quelques reptiles du Mexique. Ann. Sci. Nat., Zool.(6)3(12): 1–4.
- Marie Firmin Bocourt: (1876b) Note sur quelques reptiles de l'Isthme de Tehuantepec (Mexique) donnés par M. Sumichrast au Muséum. J. Zool. (Paris) 5: 386–411.
- Marie Firmin Bocourt: (1879) Etudes sur les reptiles. Miss. Sci. Mexique, Rech. ZooL. Livr. 6:361-440, pis. 21–22, 22A-22D
- Marie Firmin Bocourt; Léon Vaillant.: (1883) Études sur les poissons. Paris, Imprimerie nationale, 1874–1883